# Jugador crítico
En teoría de juegos cooperativos, más específicamente en juegos simples, un jugador es crítico en una coalición ganadora dada, cuando al retirarse de dicha coalición esta deja de ser ganadora, por lo que pasa a ser perdedora.
En teoría de la elección social y en particular en teoría de la votación, un jugador crítico, también llamado votante crítico, sería aquel que si cambia su voto, causaría que la coalición dejase de ganar y ahora perdiese.
Formalmente, dado un juego simple (N,W), donde N es el conjunto finito de jugadores y W el conjunto de coaliciones ganadoras, un jugador {\displaystyle i\in N} es crítico para una coalición W cuando {\displaystyle S\in W} y {\displaystyle S\backslash \{i\}\notin W}.
El índice de poder de Banzhaf permite medir qué tan crítico es un jugador o votante en un juego dado.